# Прозорецът
„Прозорецът“ е български игрален филм (драма) от 1980 година на режисьора Георги Стоянов, по сценарий на Константин Илиев и Георги Стоянов(по пиесата „Прозорецът“ на Константин Илиев). Оператор е Христо Тотев. Музиката във филма е композирана от Симеон Пиронков.

## Сюжет
Филип е женен за Росица, но има дете от Марта. Росица осиновява детето, но не успява да направи семейство. Заедно с бебето Филип се пренася в мансардата на Марта. Росица отива при тях, за да вземе детето и да се грижи за него. В спора около родителските права се намесват и хазайката на жилището и нейният племенник. Скоро всички забравят защо са се събрали и започват да разплитат собствените си житейски истории.
Стиховете са на поета Петър Караангов.

## Актьорски състав
- Леда Тасева – Венера
- Антоний Генов – Филип
- Добринка Станкова – Росица
- Велко Кънев – Светлозар
- Пламена Гетова – актрисата Марта